# Liang En-shuo
Dit is een Chinese naam; de familienaam is Liang.
Liang En-shuo (Chinees: 梁恩碩) (Kaohsiung, 2 oktober 2000) is een tennisspeelster uit Taiwan. Zij begon op zesjarige leeftijd met het spelen van tennis.

## Loopbaan
In 2018 won Liang het meisjesenkelspeltoernooi van het Australian Open, door Clara Burel te verslaan in de finale. Op dezelfde dag won zij ook de junioren-dubbelspelfinale samen met Wang Xinyu.
In mei 2019 haakte zij nipt aan bij de top 150 van de wereldranglijst.
In 2021 won Liang haar eerste WTA-titel, op het dubbelspeltoernooi van Charleston, samen met de Canadese Rebecca Marino – in de finale versloegen zij Erin Routliffe en Aldila Sutjiadi.
In december 2023 won Liang haar zevende ITF-dubbelspeltitel in Yokohama (Japan), samen met de Chinese Tang Qianhui – daarmee kwam zij ook in het dubbelspel binnen op de mondiale top 150.

## Posities op deWTA-ranglijst
Positie per einde seizoen:
| jaar | rang enkelspel | rang dubbelspel |
| ---- | -------------- | --------------- |
| 2017 | –              | 1080            |
| 2018 | 279            | 1081            |
| 2019 | 196            | 193             |
| 2020 | 223            | 238             |
| 2021 | 196            | 175             |
| 2022 | 395            | 321             |
| 2023 | 290            | 182             |

## Resultaten grandslamtoernooien
| Legenda | Legenda                          |
| ------- | -------------------------------- |
| g.t.    | geen toernooi gehouden           |
| l.c.    | lagere categorie                 |
| –       | niet deelgenomen                 |
| G       | uitgeschakeld in de groepsfase   |
| 1R      | uitgeschakeld in de eerste ronde |
| 2R      | uitgeschakeld in de tweede ronde |
| 3R      | uitgeschakeld in de derde ronde  |
| 4R      | uitgeschakeld in de vierde ronde |
| KF      | uitgeschakeld in de kwartfinale  |
| HF      | uitgeschakeld in de halve finale |
| F       | de finale verloren               |
| W       | het toernooi gewonnen            |
| w-v     | winst/verlies-balans             |

### Enkelspel
| toernooi        | 2021 |
| --------------- | ---- |
| Australian Open | –    |
| Roland Garros   | 1R   |
| Wimbledon       | –    |
| US Open         | –    |

## Palmares
| Legenda                 |
| ----------------------- |
| Grandslamtoernooi       |
| Olympische Spelen       |
| Year-End Championships  |
| Premier Mandatory       |
| Premier Five / WTA 1000 |
| Premier / WTA 500       |
| International / WTA 250 |
| Challenger / WTA 125    |

### WTA-finaleplaatsen enkelspel
geen

### WTA-finaleplaatsen vrouwendubbelspel
| nr.              | finale     | toernooi       | ondergrond | partner            | tegenstandsters                | score            |         |
| ---------------- | ---------- | -------------- | ---------- | ------------------ | ------------------------------ | ---------------- | ------- |
| gewonnen finales |            |                |            |                    |                                |                  |         |
| 1.               | 2021-07-31 | WTA Charleston | gravel     | Rebecca Marino     | Erin Routliffe Aldila Sutjiadi | 5-7, 7-5, [10-7] | details |
| verloren finales |            |                |            |                    |                                |                  |         |
| 1.               | 2025-07-19 | WTA Porto      | hardcourt  | Peangtarn Plipuech | Carmen Corley Ivana Corley     | 3-6, 1-6         | details |